# R-4D
R-4Dはエアロジェット・ロケットダイン社が開発し、製造している推力500N級の2液式ロケットエンジンである。

## 概要
アポロ宇宙船の機械船及び月着陸船の姿勢制御用途を目的として1ユニットあたり4基クラスタで開発され、アポロ計画では計469基のエンジンが飛行した。その後、静止衛星の需要増加に伴い、静止軌道投入用のアポジキックエンジンとして改良が行われた。R-4D-10がアメリカ海軍の静止軍事通信衛星LEASATに採用されたのをはじめとし、数多くの静止衛星バスに採用されており、多くの軌道投入実績をもつ。また、汎用アッパーステージIABSのメインエンジンや国際宇宙ステーションへの補給機のエンジンとしても用いられている。
2014年12月には、R-4D-15 High Performance Apogee Thruster (HiPAT)を使い、静止軌道へ投入するアポジエンジンとして100回目の成功を収めたことが発表された。R-4Dファミリーは過去50年間で100%の成功率を保持している。2014年半ばまでに約850基以上が製造されている。なお、最新型のR-4D-15 HiPATはアポロ時代のR-4Dと比べると約20%性能が向上している。 

## 技術的特徴
圧送式サイクルの2液式ロケットエンジンで、燃料としてモノメチルヒドラジン(MMH)、酸化剤として一酸化窒素を3%添加した四酸化二窒素(MON-3)を採用している。

## 主要諸元
- 全長 : 554 mm
- 直径 : 279 mm
- 質量 : 3.76 kg
- 燃焼サイクル : 圧送式サイクル
- 推進剤 : MON-3/MMH
- 推力 : 489 N
- 比推力 : 315.5 s
- 混合比 : 1.0 - 2.4
- 燃焼圧 : 0.74 MPa

## 採用宇宙機
- アポロ
- オリオン
- 宇宙ステーション補給機(HTV)（実証機、2号機、4号機）R-4D-11を4基装備
- 欧州補給機(ATV)　R-4D-11を4基装備[3]
- 土星探査機カッシーニ
- NASAの月探査衛星LADEE
- その他商業静止通信衛星のアポジエンジンとして多数使用

### 採用衛星バス
- ヒューズ HS 381, HS 393, HS 601, HS 702
- ボーイング BSS 601(旧HS-601), BSS 702(旧HS-702)
- スペースシステムズ/ロラール FS-1300, LS-1300(旧FS-1300)
- EADS アストリアム Eurostar 2000, Eurostar 2000+, Eurostar 3000
- 三菱電機 DS2000

### 採用ロケット
- ジャーヴィス - 第3段エンジン（計画のみ）
- IABS - アッパーステージ